# Liste der Einträge im National Register of Historic Places im Barnstable County

Lage des Barnstable County in Massachusetts

Die Liste der Einträge im National Register of Historic Places im Barnstable County in Massachusetts führt alle Bauwerke, National Historic Landmarks und historischen Stätten im Barnstable County auf, die in das National Register of Historic Places aufgenommen wurden.
Die NRHP-Einträge in Barnstable selbst sind in der Liste der Einträge im National Register of Historic Places in Barnstable aufgeführt.

## Legende
| NRHP | Historic Place             |
| NHL  | Historic Landmark          |
| NHLD | Historic Landmark District |
| HD   | Historic District          |

## Aktuelle Einträge außerhalb von Barnstable
| [ 2 ] | Name                                              | Bild                                              | Eintragsdatum                  | Lage | Ort                     | Beschreibung |
| ----- | ------------------------------------------------- | ------------------------------------------------- | ------------------------------ | --- | ----------------------- | --- |
| 1     | Ahearn House and Summer House                     | Ahearn House and Summer House                     | 21. Nov. 1984 ID-Nr. 84000575  | Pamet Point Rd. 41° 57′ 33″ N, 70° 2′ 42″ W | Wellfleet               | |
| 2     | Aptucxet Trading Post Museum Historic District    | weitere Bilder                                    | 25. März 2021 ID-Nr. 100006301 | 6 Aptucxet Rd. 41° 44′ 31,2″ N, 70° 36′ 18″ W | Bourne                  | |
| 3     | Atwood-Higgins Historic District                  | Atwood-Higgins Historic District                  | 28. Juli 2010 ID-Nr. 10000508  | Bound Brook Island Rd. 41° 57′ 11,9″ N, 70° 3′ 25,9″ W | Wellfleet               | |
| 4     | Avant House                                       | Avant House                                       | 3. Dez. 1998 ID-Nr. 98001382   | MA 130 at Mill Pond 41° 38′ 57″ N, 70° 29′ 12″ W | Mashpee                 | |
| 5     | Baxter Mill                                       | Baxter Mill                                       | 27. Aug. 1981 ID-Nr. 81000120  | MA 28 41° 39′ 38″ N, 70° 15′ 42″ W | West Yarmouth           | |
| 6     | The Beacon                                        | The Beacon                                        | 15. Juni 1987 ID-Nr. 87001527  | Cable Rd. 41° 50′ 42″ N, 69° 57′ 36″ W | Eastham                 | Die anderen beiden Leuchttürme des Trios haben unter Three Sisters of Nauset einen eigenen Eintrag. |
| 7     | Captain James Berry House                         | Captain James Berry House                         | 26. Sep. 1986 ID-Nr. 86001837  | 37 Main St. 41° 40′ 9″ N, 70° 7′ 8″ W | Harwich                 | |
| 8     | Bourne High School                                | Bourne High School                                | 27. Feb. 2013 ID-Nr. 13000035  | 85 Cotuit Rd. 41° 44′ 31″ N, 70° 35′ 40,9″ W | Bourne                  | Ehemaliges Gebäude der Bourne High School. |
| 9     | Jonathan Bourne Public Library                    | Jonathan Bourne Public Library                    | 14. Jan. 2013 ID-Nr. 12001168  | 30 Keene St. 41° 44′ 36,7″ N, 70° 35′ 49,2″ W | Bourne                  | Im Gebäude, das in das NRHP eingetragen ist, ist heute das Jonathan Bourne Historical Center untergebracht. Die Jonathan Bourne Public Library selbst befindet sich an der Adresse 19 Sandwich Rd. in den Räumlichkeiten einer ehemaligen Grundschule. |
| 10    | Bourne Town Hall                                  | Bourne Town Hall                                  | 14. Jan. 2013 ID-Nr. 12001169  | 24 Perry Ave. 41° 44′ 52,9″ N, 70° 36′ 6,1″ W | Bourne                  | |
| 11    | Bournedale Village School                         | Bournedale Village School                         | 27. Feb. 2013 ID-Nr. 13000037  | 29 Herring Pond Rd. 41° 46′ 30,1″ N, 70° 33′ 42″ W | Bourne                  | |
| 12    | Louis Brandeis House                              | Louis Brandeis House                              | 28. Nov. 1972 ID-Nr. 72000148  | Neck Lane 41° 40′ 23″ N, 69° 59′ 0″ W | Chatham                 | Wohnhaus des Richters Louis Brandeis |
| 13    | Thomas Bray Farm                                  | Thomas Bray Farm                                  | 15. Sep. 1988 ID-Nr. 88001455  | 280 Weir Rd. 41° 42′ 4″ N, 70° 12′ 29″ W | Yarmouth                | |
| 14    | Marcel Breuer House and Studio                    |                                                   | 29. Juli 2024 ID-Nr. 100010568 | 634 Black Pond Road 41° 57′ 52,5″ N, 70° 0′ 33,4″ W | Wellfleet               | |
| 15    | Brewster Old King’s Highway Historic District     | Brewster Old King’s Highway Historic District     | 23. Feb. 1996 ID-Nr. 96000162  | MA 6A östlich der Paines Creek Rd. bis zum Bittersweet Dr. sowie Teile der Straßen Briar und Lower 41° 45′ 31″ N, 70° 5′ 13″ W                                              | Brewster                | |
| 16    | Brick Block                                       | Brick Block                                       | 13. Apr. 1979 ID-Nr. 79000323  | Main St. und Chatham Bars Rd. 41° 40′ 46″ N, 69° 57′ 24″ W | Chatham                 | |
| 17    | Bridge Road Cemetery                              | Bridge Road Cemetery                              | 27. Mai 1999 ID-Nr. 99000636   | Bridge Rd. 41° 49′ 33″ N, 69° 58′ 53″ W | Eastham                 | |
| 18    | George I. Briggs House                            | George I. Briggs House                            | 10. Sep. 1981 ID-Nr. 81000119  | Sandwich Rd. 41° 44′ 31″ N, 70° 35′ 51″ W | Bourne                  | Gebäude im Stil des Greek Revival aus den 1830er Jahren. |
| 19    | Cataumet Schoolhouse                              |                                                   | 15. Aug. 2019 ID-Nr. 100004268 | 1200 County Rd. 41° 40′ 13,1″ N, 70° 36′ 38″ W | Bourne                  | |
| 20    | Center Methodist Church                           | Center Methodist Church                           | 31. Okt. 1975 ID-Nr. 75000247  | 356 Commercial St. 42° 3′ 13″ N, 70° 11′ 6″ W | Provincetown            | 1860 als größte Methodistenkirche der Welt errichtet. Heute beheimatet sie die Provincetown Public Library. |
| 21    | Central Fire Station                              | Central Fire Station                              | 26. Feb. 1998 ID-Nr. 98000146  | 399 Main St. 41° 33′ 6″ N, 70° 36′ 28″ W | Falmouth                | |
| 22    | Chase Library                                     |                                                   | 29. Dez. 2014 ID-Nr. 14001094  | 7 Main St. 41° 40′ 8″ N, 70° 7′ 17,4″ W | Harwich                 | |
| 23    | Chatham Light Station                             | Chatham Light Station                             | 15. Juni 1987 ID-Nr. 87001501  | Main St. 41° 40′ 17″ N, 69° 57′ 1″ W | Chatham                 | |
| 24    | Chatham Railroad Depot                            | Chatham Railroad Depot                            | 27. Nov. 1978 ID-Nr. 78000422  | 153 Depot Rd. 41° 41′ 8″ N, 69° 57′ 44″ W | Chatham                 | |
| 25    | Chatham Windmill                                  | Chatham Windmill                                  | 30. Nov. 1978 ID-Nr. 78000421  | Chase Park, Shattuck Pl. 41° 40′ 34″ N, 69° 57′ 33″ W | Chatham                 | |
| 26    | Cleveland Ledge Light Station                     | Cleveland Ledge Light Station                     | 15. Juni 1987 ID-Nr. 87001462  | Cape Cod Canal 41° 37′ 49″ N, 70° 41′ 55″ W | Falmouth                | |
| 27    | Coast Guard Motor Lifeboat CG 36500               | Coast Guard Motor Lifeboat CG 36500               | 27. Mai 2005 ID-Nr. 05000467   | Rock Harbor 41° 47′ 58″ N, 70° 0′ 32″ W | Orleans                 | |
| 28    | Cobb Memorial Library                             | Cobb Memorial Library                             | 12. Juni 2013 ID-Nr. 13000367  | 13 Truro Center Rd. 41° 59′ 41,3″ N, 70° 3′ 2,7″ W | Truro                   | |
| 29    | Collins Cottages Historic District                | Collins Cottages Historic District                | 20. Mai 1999 ID-Nr. 99000528   | 150 MA 6 41° 47′ 58″ N, 69° 58′ 55″ W | Eastham                 | |
| 30    | Cove Burying Ground                               | Cove Burying Ground                               | 12. Mai 1999 ID-Nr. 99000561   | Kreuzung von MA 6 und Pine Woods Rd. 41° 48′ 40″ N, 69° 58′ 17″ W | Eastham                 | |
| 31    | Crowell-Bourne Farm                               | Crowell-Bourne Farm                               | 23. Apr. 1980 ID-Nr. 80000501  | W. Falmouth Highway 41° 37′ 4″ N, 70° 37′ 34″ W | West Falmouth           | |
| 32    | Dennis Village Cemetery                           | Dennis Village Cemetery                           | 8. Juni 2005 ID-Nr. 05000558   | MA 6A und Old Bass River Rd. 41° 44′ 11″ N, 70° 11′ 33″ W | Dennis                  | |
| 33    | Josiah Dennis House                               | Josiah Dennis House                               | 15. Feb. 1974 ID-Nr. 74000360  | 16 Whig St. 41° 44′ 25″ N, 70° 11′ 58″ W | Dennis                  | |
| 34    | Dillingham House                                  | Dillingham House                                  | 30. Apr. 1976 ID-Nr. 76000225  | Westlich von Brewster an der MA 6A 41° 44′ 57″ N, 70° 7′ 31″ W | Brewster                | |
| 35    | Dune Shacks of Peaked Hill Bars Historic District | Dune Shacks of Peaked Hill Bars Historic District | 15. März 2012 ID-Nr. 12000132  | Inner Dune, Snail & High Head Rds. 42° 4′ 21″ N, 70° 9′ 47,7″ W | Provincetown            | |
| 36    | Eastham Center Historic District                  | Eastham Center Historic District                  | 12. Mai 1999 ID-Nr. 99000560   | Depot, Mill und Samoset Rds. sowie U.S. Highway 6 41° 49′ 40″ N, 69° 58′ 24″ W                                                                                              | Eastham                 | |
| 37    | Eldredge Public Library                           | Eldredge Public Library                           | 28. Apr. 1992 ID-Nr. 92000430  | 564 Main St. 41° 40′ 52″ N, 69° 57′ 32″ W | Chatham                 | |
| 38    | Falmouth Pumping Station                          | Falmouth Pumping Station                          | 26. Feb. 1998 ID-Nr. 98000148  | Pumping Station Rd. 41° 34′ 15″ N, 70° 36′ 57″ W | Falmouth                | |
| 39    | Falmouth Village Green Historic District          | Falmouth Village Green Historic District          | 27. März 1996 ID-Nr. 96000271  | Entlang Locust, Main, N. Main und Hewins Street, Palmer Ave. 41° 33′ 6″ N, 70° 37′ 22″ W                                                                                    | Falmouth                | |
| 40    | First Congregational Parish Historic District     | First Congregational Parish Historic District     | 19. Mai 2014 ID-Nr. 14000214   | 3 First Parish Ln., 26 Bridge Rd. 41° 59′ 53,5″ N, 70° 3′ 16,2″ W | Truro                   | |
| 41    | First Universalist Church                         | First Universalist Church                         | 23. Feb. 1972 ID-Nr. 72000122  | 236 Commercial St. 42° 3′ 3″ N, 70° 11′ 17″ W | Provincetown            | |
| 42    | Forestdale School                                 | Forestdale School                                 | 6. Juni 1997 ID-Nr. 97000469   | 87 Falmouth-Sandwich Rd. 41° 41′ 15″ N, 70° 30′ 16″ W | Sandwich                | |
| 43    | Fort Hill Rural Historic District                 | Fort Hill Rural Historic District                 | 5. Apr. 2001 ID-Nr. 00001656   | Fort Hill Rd, Cape Cod National Seashore 41° 49′ 10″ N, 69° 57′ 56″ W | Eastham                 | |
| 44    | French Cable Hut                                  | French Cable Hut                                  | 22. Apr. 1976 ID-Nr. 76000153  | Östlich von North Eastham an der Kreuzung von Cable Rd. und Ocean View Dr. 41° 51′ 34″ N, 69° 57′ 7″ W                                                                      | North Eastham           | |
| 45    | French Cable Station                              | French Cable Station                              | 11. Apr. 1972 ID-Nr. 72000121  | Ecke Cove Rd. und MA 28 41° 47′ 16″ N, 69° 59′ 16″ W | Orleans                 | |
| 46    | Half Way House                                    | Half Way House                                    | 21. Juli 1978 ID-Nr. 78000423  | Andrew Harding La. 41° 40′ 27″ N, 69° 56′ 52″ W | Chatham                 | |
| 47    | Harwich Historic District                         | Harwich Historic District                         | 24. Feb. 1975 ID-Nr. 75000245  | Main St. bis Forest St. sowie östlich der Kreuzung von MA 39 und Chatham Rd. 41° 41′ 9″ N, 70° 4′ 16″ W                                                                     | Harwich                 | |
| 48    | Ruth and Robert Hatch, Jr., House                 | Ruth and Robert Hatch, Jr., House                 | 25. Feb. 2014 ID-Nr. 14000018  | 309 Bound Brook Way 41° 57′ 21,5″ N, 70° 4′ 28,7″ W | Wellfleet               | |
| 49    | Hawthorne Class Studio                            |                                                   | 21. Juli 1978 ID-Nr. 78000434  | Miller Hill Rd. 42° 3′ 27″ N, 70° 10′ 58″ W | Provincetown            | |
| 50    | Jedediah Higgins House                            | Jedediah Higgins House                            | 21. Nov. 1984 ID-Nr. 84000550  | Higgins Hollow Rd. 42° 0′ 35″ N, 70° 3′ 6″ W | North Truro             | |
| 51    | Highland House                                    | Highland House                                    | 5. Juni 1975 ID-Nr. 75000157   | U.S. Highway 6 an der Cape Cod National Seashore 42° 2′ 25″ N, 70° 3′ 56″ W                                                                                                 | Truro                   | |
| 52    | Highland Light Station                            | Highland Light Station                            | 15. Juni 1987 ID-Nr. 87001463  | Am U.S. Highway 6 42° 2′ 48″ N, 70° 4′ 10″ W | Truro                   | |
| 53    | Hinckley’s Corner Historic District               | Hinckley’s Corner Historic District               | 29. Mai 1998 ID-Nr. 98000595   | 0, 25 und 40 Way #112 41° 55′ 2″ N, 70° 0′ 14″ W | Wellfleet               | |
| 54    | John and Mary Waterman Jarves House               | John and Mary Waterman Jarves House               | 30. Aug. 2002 ID-Nr. 02000903  | 3 Jarves St. 41° 45′ 30″ N, 70° 29′ 46″ W | Sandwich                | |
| 55    | Jarvesville Historic District                     | Jarvesville Historic District                     | 23. Sep. 2010 ID-Nr. 10000787  | Liberty, Main, Jarves und Church Street 41° 45′ 32″ N, 70° 29′ 38″ W | Sandwich                | |
| 56    | Mercelia Evelyn Eldridge Kelley House             | Mercelia Evelyn Eldridge Kelley House             | 24. Feb. 2005 ID-Nr. 05000080  | 2610 Main St. 41° 40′ 44″ N, 70° 1′ 35″ W | Chatham                 | |
| 57    | Peter Kugel House                                 | Peter Kugel House                                 | 25. Feb. 2014 ID-Nr. 14000019  | 188 Long Pond Rd. 41° 56′ 39,6″ N, 69° 59′ 52,9″ W | Wellfleet               | |
| 58    | Samuel and Minette Kuhn House                     | Samuel and Minette Kuhn House                     | 25. Feb. 2014 ID-Nr. 14000020  | 420 Griffins Island Rd. 41° 56′ 44,7″ N, 70° 4′ 5,8″ W | Wellfleet               | |
| 59    | Lawrence Academy                                  | Lawrence Academy                                  | 20. Feb. 1998 ID-Nr. 98000123  | 20 Academy Ln. 41° 33′ 9″ N, 70° 36′ 57″ W | Falmouth                | |
| 60    | Long Point Light Station                          | Long Point Light Station                          | 28. Sep. 1987 ID-Nr. 87002039  | Long Point 42° 1′ 59,2″ N, 70° 10′ 7,2″ W | Provincetown            | |
| 61    | Marconi Wireless Station Site                     | weitere Bilder                                    | 2. Mai 1975 ID-Nr. 75000158    | Cape Cod National Seashore 41° 54′ 50″ N, 69° 58′ 20″ W | Wellfleet               | |
| 62    | Marconi-RCA Wireless Receiving Station            | weitere Bilder                                    | 30. Aug. 1994 ID-Nr. 94000996  | Kreuzung von Old Comers Rd. und Orleans Rd. 41° 42′ 12″ N, 69° 58′ 47″ W | Chatham                 | |
| 63    | Monomoy Point Lighthouse                          | Monomoy Point Lighthouse                          | 1. Nov. 1979 ID-Nr. 79000324   | Monomoy Island 41° 33′ 33″ N, 69° 59′ 39″ W | Chatham                 | |
| 64    | Nauset Archeological District                     | Nauset Archeological District                     | 19. Apr. 1993 ID-Nr. 93000607  | Fort Hill Road 41° 49′ 8″ N, 69° 57′ 46,4″ W | Eastham                 | |
| 65    | Nauset Beach Light                                | Nauset Beach Light                                | 15. Juni 1987 ID-Nr. 87001484  | Nauset Beach 41° 51′ 15″ N, 69° 57′ 6″ W | Eastham                 | |
| 66    | John Newcomb House                                | John Newcomb House                                | 15. Sep. 1988 ID-Nr. 88001457  | Nahe dem Williams Pond 41° 57′ 53″ N, 70° 0′ 23,4″ W | Wellfleet               | Auch bekannt als "House of the Wellfleet Oysterman" von Henry David Thoreau. |
| 67    | Nickerson Mansion                                 | Nickerson Mansion                                 | 20. Feb. 1986 ID-Nr. 86000300  | 2871 Main St. 41° 46′ 22″ N, 70° 3′ 10″ W | Brewster                | |
| 68    | Nobska Point Light Station                        | Nobska Point Light Station                        | 15. Juni 1987 ID-Nr. 87001483  | Nobska Rd. 41° 30′ 59″ N, 70° 39′ 27″ W | Falmouth                | |
| 69    | North Falmouth Village Historic District          | North Falmouth Village Historic District          | 20. Feb. 1998 ID-Nr. 98000121  | 85-408 Old Main Rd. und 6 Wild Harbor Rd. 41° 38′ 47″ N, 70° 37′ 2″ W | Falmouth                | |
| 70    | Northside Historic District                       | Northside Historic District                       | 24. Nov. 1987 ID-Nr. 87001777  | U.S. Highway 6A an der Stadtgrenze zwischen Barnstable und Yarmouth 41° 42′ 10″ N, 70° 14′ 45″ W                                                                            | Yarmouth                | |
| 71    | Benjamin Nye Homestead                            | Benjamin Nye Homestead                            | 6. Jan. 1992 ID-Nr. 91001899   | 85 Old County Rd. 41° 43′ 43″ N, 70° 25′ 55″ W | Sandwich                | Heute ein Museum |
| 72    | Elnathan Nye House                                | Elnathan Nye House                                | 27. Juni 2002 ID-Nr. 02000697  | 33 Old Main Rd. 41° 38′ 8″ N, 70° 37′ 11″ W | Falmouth                | |
| 73    | Oak Grove Cemetery                                | Oak Grove Cemetery                                | 10. Sep. 2014 ID-Nr. 14000560  | 46 Jones Rd. 41° 33′ 50″ N, 70° 36′ 59,4″ W | Falmouth                | |
| 74    | Old Harbor U.S. Life Saving Station               | Old Harbor U.S. Life Saving Station               | 18. Aug. 1975 ID-Nr. 75000159  | Race Point Road 42° 4′ 48″ N, 70° 12′ 59″ W | Provincetown            | Das Gebäude wurde zwei Jahre nach der Eintragung versetzt. |
| 75    | Old Higgins Farm Windmill                         | Old Higgins Farm Windmill                         | 10. Juni 1975 ID-Nr. 75000240  | Old King’s Highway, 51 Drummer Boy Rd. 41° 45′ 8″ N, 70° 7′ 16″ W | Brewster                | |
| 76    | Old Indian Meeting House                          | Old Indian Meeting House                          | 3. Dez. 1998 ID-Nr. 98001383   | 410 Meetinghouse Rd. 41° 37′ 28″ N, 70° 28′ 45″ W | Mashpee                 | |
| 77    | Old North Cemetery                                | Old North Cemetery                                | 20. März 2013 ID-Nr. 13000095  | U.S. Highway 6 & Aldrich Rd. 42° 1′ 26,2″ N, 70° 4′ 25,5″ W | Truro                   | |
| 78    | Old Town Center Historic District                 | Old Town Center Historic District                 | 2. März 2001 ID-Nr. 01000196   | Locust Public Rd. und Salt Pond Rd. 41° 50′ 18″ N, 69° 58′ 37″ W | Eastham                 | |
| 79    | Old Village Historic District                     | Old Village Historic District                     | 17. Dez. 2001 ID-Nr. 01001406  | Main, Holway, Bridge Street, Bearse’s Ln., Chatham Harbor, Mill Pond und Little Mill Pond 41° 40′ 29″ N, 69° 57′ 6″ W                                                       | Chatham                 | |
| 80    | Paine Hollow Road South Historic District         | Paine Hollow Road South Historic District         | 20. Mai 1998 ID-Nr. 98000540   | Paine Hollow Rd. und Raywid Way 41° 54′ 50″ N, 70° 0′ 27″ W | Wellfleet               | |
| 81    | PAUL PALMER (Shipwreck and Remains)               | PAUL PALMER (Shipwreck and Remains)               | 12. Apr. 2007 ID-Nr. 07000288  | Stellwagen Bank National Marine Sanctuary | Provincetown            | |
| 82    | Edward Penniman House and Barn                    | Edward Penniman House and Barn                    | 28. Mai 1976 ID-Nr. 76000155   | Südlich von Eastham bei Fort Hill und Governor Prence Rds. 41° 49′ 6,5″ N, 69° 57′ 56,4″ W                                                                                  | Eastham                 | |
| 83    | Pine Grove Cemetery                               | Pine Grove Cemetery                               | 20. März 2013 ID-Nr. 13000096  | Cemetery Rd. 41° 58′ 33,6″ N, 70° 3′ 34″ W | Truro                   | |
| 84    | Pond Hill School                                  | Pond Hill School                                  | 23. März 1989 ID-Nr. 89000222  | U.S. Highway 6 41° 55′ 2″ N, 69° 59′ 54,3″ W | Wellfleet               | |
| 85    | Poor House and Methodist Cemetery                 | Poor House and Methodist Cemetery                 | 26. Feb. 1998 ID-Nr. 98000147  | 744 Main St. 41° 33′ 12″ N, 70° 36′ 56″ W | Falmouth                | |
| 86    | Port Royal House                                  | Port Royal House                                  | 15. Apr. 1982 ID-Nr. 82004943  | 606 Main St. 41° 40′ 56″ N, 69° 57′ 36″ W | Chatham                 | |
| 87    | Provincetown Historic District                    | Provincetown Historic District                    | 30. Aug. 1989 ID-Nr. 89001148  | U.S. Highway 6, westliches Ende der Commercial St., Provincetown Harbor und das südöstliche Ende der Commercial St. 42° 3′ 2″ N, 70° 11′ 13″ W                              | Provincetown            | |
| 88    | Provincetown Public Library                       | Provincetown Public Library                       | 21. Apr. 1975 ID-Nr. 75000248  | 330 Commercial St. 42° 3′ 9″ N, 70° 11′ 9″ W | Provincetown            | |
| 89    | Race Point Light Station                          | Race Point Light Station                          | 15. Juni 1987 ID-Nr. 87001482  | Race Point Beach 42° 3′ 40″ N, 70° 14′ 33″ W | Provincetown            | |
| 90    | Rowell House                                      | Rowell House                                      | 1. Sep. 1988 ID-Nr. 88001458   | Gull Pond Rd. 41° 57′ 20″ N, 70° 0′ 47″ W | Wellfleet               | |
| 91    | Saunders-Paine House                              | Saunders-Paine House                              | 20. Mai 1998 ID-Nr. 98000474   | 260 Paine Hollow Rd. 41° 54′ 46″ N, 70° 0′ 34″ W | Wellfleet               | |
| 92    | Sea Call Farm                                     | Sea Call Farm                                     | 12. Juni 2008 ID-Nr. 08000530  | 82 Tonset Rd. 41° 47′ 12,4″ N, 69° 58′ 44,7″ W | Orleans                 | |
| 93    | Jacob Sears Memorial Library                      | Jacob Sears Memorial Library                      | 18. Nov. 2009 ID-Nr. 09000934  | 23 Center St. 41° 44′ 52,4″ N, 70° 8′ 46,3″ W | Dennis                  | |
| 94    | Anthony and Allison Sirna Studio                  | Anthony and Allison Sirna Studio                  | 25. Feb. 2014 ID-Nr. 14000021  | 60 Way #4 41° 57′ 29″ N, 69° 59′ 38,3″ W | Wellfleet               | |
| 95    | Samuel Smith Tavern Site                          | Samuel Smith Tavern Site                          | 11. Nov. 1977 ID-Nr. 77000108  | Great Island Trail 41° 55′ 11,7″ N, 70° 3′ 25,6″ W | Wellfleet               | |
| 96    | South Chatham Village Historic District           | South Chatham Village Historic District           | 29. Aug. 2022 ID-Nr. 100008033 | 41° 40′ 44″ N, 70° 1′ 36″ W | Chatham                 | |
| 97    | South Harwich Methodist Church                    | South Harwich Methodist Church                    | 21. Aug. 1986 ID-Nr. 86001887  | 270 Chatham Rd. 41° 40′ 40″ N, 70° 2′ 49″ W | Harwich                 | |
| 98    | South Yarmouth/Bass River Historic District       | South Yarmouth/Bass River Historic District       | 29. Mai 1990 ID-Nr. 90000787   | Entlang Main St. von der Pine bis zur South St., River St. von der Main bis zum Bass River Parkway, Willow St. von der River bis zur South St. 41° 39′ 39″ N, 70° 11′ 35″ W | Yarmouth                | |
| 99    | Spring Hill Historic District                     | Spring Hill Historic District                     | 28. Okt. 2010 ID-Nr. 10000862  | Massachusetts Route 6A, Spring Hill Rd. und Discovery Hill Rd. 41° 44′ 53″ N, 70° 28′ 22″ W                                                                                 | Sandwich                | |
| 100   | Stony Brook-Factory Village Historic District     | Stony Brook-Factory Village Historic District     | 15. Juni 2000 ID-Nr. 00000688  | Stony Brook Rd., Setucket Rd., Run Hill Rd. 41° 44′ 37″ N, 70° 6′ 43″ W | Brewster                | |
| 101   | Taylor-Bray Farm                                  | Taylor-Bray Farm                                  | 29. Sep. 1993 ID-Nr. 92000287  | Kreuzung von Bray Farm Rd.N. und Nottingham Rd. 41° 43′ 20″ N, 70° 12′ 23″ W                                                                                                | Yarmouth                | |
| 102   | Teaticket School                                  | Teaticket School                                  | 22. Feb. 2002 ID-Nr. 02000082  | 340 Teaticket Hwy 41° 34′ 9″ N, 70° 36′ 20″ W | Falmouth                | |
| 103   | Three Sisters of Nauset (Twin Lights)             | Three Sisters of Nauset (Twin Lights)             | 15. Juni 1987 ID-Nr. 87001502  | Cable Rd. 41° 50′ 42″ N, 69° 57′ 36″ W | Eastham                 | Dieser Eintrag umfasst zwei der drei Leuchtfeuer; der dritte besitzt einen eigenen Eintrag, da er zum Zeitpunkt der Aufnahme in das Register an anderer Stelle stand.                                                                                  |
| 104   | Vera and Laszlo Tisza House                       | Vera and Laszlo Tisza House                       | 25. Feb. 2014 ID-Nr. 14000022  | 2 Deer Trail 41° 57′ 36,3″ N, 69° 59′ 55,1″ W | Wellfleet               | |
| 105   | Josiah Tobey House                                | Josiah Tobey House                                | 9. Dez. 1994 ID-Nr. 94001496   | 67 Oxbow Rd. 41° 34′ 41″ N, 70° 34′ 33″ W | Falmouth                | |
| 106   | Town Hall Square Historic District                | Town Hall Square Historic District                | 31. Okt. 1975 ID-Nr. 75001914  | Main, Grove und Water Street sowie Tupper Rd. von der Beale Ave. bis zur MA 6A 41° 45′ 29″ N, 70° 30′ 4″ W                                                                  | Sandwich                | 2010 wurden die Grenzen des Distrikts erweitert. |
| 107   | Townsend House                                    | Townsend House                                    | 20. Mai 1998 ID-Nr. 98000542   | 290 Paine Hollow Rd. 41° 54′ 42″ N, 70° 0′ 38″ W | Wellfleet               | |
| 108   | Truro Highlands Historic District                 | Truro Highlands Historic District                 | 22. Nov. 2011 ID-Nr. 11000823  | Highland Light Rd. 42° 2′ 21,6″ N, 70° 3′ 44,1″ W | Truro                   | |
| 109   | Union Hall                                        | Union Hall                                        | 23. Mai 1997 ID-Nr. 97000470   | Town Hall Rd 41° 59′ 54″ N, 70° 3′ 15″ W | Truro                   | |
| 110   | Universalist Society Meetinghouse                 | Universalist Society Meetinghouse                 | 25. Feb. 1999 ID-Nr. 99000186  | 3 River Rd. 41° 46′ 59″ N, 69° 58′ 40″ W | Orleans                 | |
| 111   | US Post Office-Provincetown Main                  | US Post Office-Provincetown Main                  | 19. Okt. 1987 ID-Nr. 87001772  | 217 Commercial St. 42° 2′ 57″ N, 70° 11′ 20″ W | Provincetown            | |
| 112   | Waquoit Historic District                         | Waquoit Historic District                         | 26. Feb. 2004 ID-Nr. 04000086  | Main, Barrows, Carriage House, Collins, Martin, Moonakis, Takemmeh und Waquoit Landing, Parson, Studley, Whi 41° 35′ 8″ N, 70° 31′ 11″ W                                    | Falmouth                | |
| 113   | Paul and Madeleine Weidlinger House               | Paul and Madeleine Weidlinger House               | 25. Feb. 2014 ID-Nr. 14000023  | 54 Valley Rd. 41° 57′ 36″ N, 70° 0′ 23,9″ W | Wellfleet               | |
| 114   | Wellfleet Center Historic District                | Wellfleet Center Historic District                | 21. Aug. 1989 ID-Nr. 89001147  | Cross St., Holbrook Ave., Main, E. Main und School Street sowie Duck Creek 41° 56′ 12″ N, 70° 1′ 43″ W                                                                      | Wellfleet               | |
| 115   | West Dennis Graded School                         | West Dennis Graded School                         | 24. Aug. 2000 ID-Nr. 00000957  | 67 School St. 41° 39′ 43″ N, 70° 10′ 12″ W | Dennis                  | |
| 116   | West Falmouth Village Historic District           | West Falmouth Village Historic District           | 2. Apr. 1998 ID-Nr. 98000253   | N. Shore Rd. und Crocker Point 41° 36′ 5″ N, 70° 38′ 5″ W | Falmouth                | |
| 117   | West Schoolhouse                                  | West Schoolhouse                                  | 24. Apr. 1975 ID-Nr. 75000262  | 61 Whig St. 41° 44′ 20″ N, 70° 11′ 59″ W | Dennis                  | |
| 118   | Wing Fort House                                   | Wing Fort House                                   | 3. Juni 1976 ID-Nr. 76000227   | Spring Hill Rd. 41° 45′ 3″ N, 70° 27′ 56″ W | East Sandwich           | |
| 119   | Wing’s Neck Light                                 | Wing’s Neck Light                                 | 15. Juni 1987 ID-Nr. 87001503  | Wing’s Neck Rd. 41° 40′ 56″ N, 70° 39′ 37″ W | Bourne                  | |
| 120   | Wood End Light Lookout Station                    | Wood End Light Lookout Station                    | 15. Juni 1987 ID-Nr. 87001504  | Wood End 42° 1′ 16,6″ N, 70° 11′ 36,6″ W | Provincetown            | |
| 121   | Woods Hole School                                 | Woods Hole School                                 | 21. Okt. 1982 ID-Nr. 82000473  | 24 School St. 41° 31′ 29″ N, 70° 40′ 10″ W | Falmouth                | |
| 122   | Yarmouth Camp Ground Historic District            | Yarmouth Camp Ground Historic District            | 28. Aug. 1990 ID-Nr. 90001244  | Südlich des mid-Cape Highway (U.S. Highway 6) 41° 40′ 59″ N, 70° 15′ 44″ W                                                                                                  | Barnstable und Yarmouth | |